# Тумас Дінґлі
Тумас Дінґлі (мальт. Tumas Dingli; 22 грудня 1591 — 22 січня 1666) — будівельник церков і скульптор з мальтійського каменю. В обох сферах він зробив велике ім’я собі та своїй країні, оскільки з-під його рук вийшла мереживоподібна скульптура, яка прикрашала стару церкву Біркіркари та Аттарда.

## Біографія та творчість
Тумас Дінґлі пішов стопами свого батька Якбу Дінґлі, а також дядька Андреа Дінґлі. Дінґлі вивчав математику, а пізніше став архітектором у Маттео Коглітури. Дінґлі походив із родини різьбярів або різьбярів, тобто скульпторів по каменю. Його ім'я, як правило, пов'язане з типологією церкви в стилі, який ми можемо назвати, з певним застереженням, ренесансним . Ключовими особливостями є гармонійні пропорції, використання гігантських стовпів, обшитих панелями, використання ніші для надання багатшої артикуляції фасаду та барабану купола, і, перш за все, тонка скульптура з каменю, особливо в перспективах вівтарі та навколо дверей.
Його майстерність у проектуванні церков є живим свідченням у селах Аттард, Наксар, Гаргур, Гуджа, Заббар і Біркіркара. Він також докладав зусуиль у будівництві Акведука, Єпископського палацу та Порта Реале в місті Валетта.

## Вплив
Будучи будівельником церков, вважається, що він пішов стопами Вітторіо Кассара, сина Джироламо Кассара. Також навчався у Джованні Аттарда, який здобув популярність як будівельник акведуків.

## Смерть
Тумас Дінглі помер на 75 році життя 22 січня 1666 року і похований у церкві Аттард під вівтарем Скорботи. Надгробок в церкві Е'Аттарда з часом стреся, але, є його транскрипція.